# Gröne Jägaren (1652)
Gröne Jägaren, ibland enbart "Jägaren", var ett örlogsfartyg som byggdes på skeppsvarvet i Sundsvall år 1652 av Norrländska Skeppsbyggnadskompaniet och inköptes av Kronan. Hon var bestyckad med 26 kanoner och under 1675-76 års sjötåg blev hon degraderad till ett sjätte rangens fartyg av typen brännare. Efter hårda strider mot danskarna utanför Öland där bland annat de svenska regalskeppen Kronan och Svärdet sprängdes, återvände några av de svenska skeppen till sin egen flottbas utanför Dalarö och Gröne Jägaren kastade ankar vid ön Kycklingen sydväst om Dalarö skans.

## Explosionen

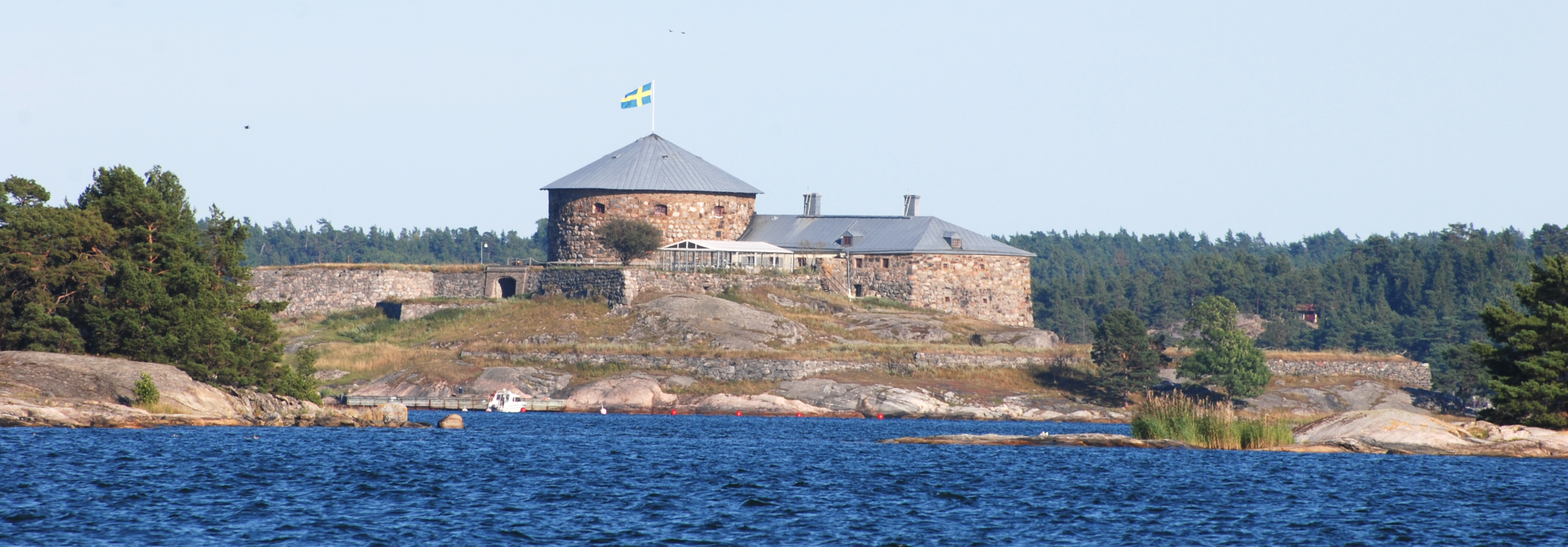
Här i vattnet sydväst om Dalarö skans ligger vraket efter Gröne Jägaren.

I augusti 1676 exploderade och sjönk Jägaren medan man i närheten höll på att bärga kanonerna från det strax innan förlista skeppet Riksäpplet. Vid explosionen omkom alla de 28 besättningsmännen som fortfarande fanns kvar ombord. Skeppets kapten hade dock hunnit lämna fartyget. Slarv vid matlagningen antas ha varit en bidragande orsak. Man tror att glöd från spisen råkat sprida sig och antänt fartygets egen krutdurk.
Vrakspillrorna ligger nu utspridda på fjärdens botten och i skeppets krossade förparti finns gott om välbevarad tross. Förstäven reser sig cirka tre meter rakt upp ur bottenskiktet och en del av stormasten är bevarad. Flera enkelblock och ett dubbelblock som tillhört en hissanordning i riggen har hittats och skeppets akter är fylld av tunga stenbumlingar som ingått i barlasten. När vraket hittades på 1950-talet utfördes undersökningar av Anders Franzén och Edward Hamilton som dokumenterades. Ytterligare en dykbesiktning gjordes 2014 av Statens Maritima Museer. Vissa delar av det söndersplittrade fartyget har bärgats, bland annat det stora bråspelet med vilket man drog upp ankaret. Fynden finns nu på Sjöhistoriska museet.